# José Carlos Castanho de Almeida
José Carlos Castanho de Almeida (ur. 14 czerwca 1930 w Guarei, zm. 27 lutego 2022 w Sorocabie) – brazylijski duchowny rzymskokatolicki, w latach 1994-2003 biskup Araçatuba.

## Życiorys
Święcenia kapłańskie przyjął 8 grudnia 1953. 3 marca 1982 został mianowany biskupem pomocniczym Santos ze stolicą tytularną Urusi. Sakrę biskupią otrzymał 2 maja 1982. 5 września 1987 został mianowany biskupem Itumbiara, a 23 marca 1994 biskupem Araçatuba. 17 września 2003 zrezygnował z urzędu.